# Höderath (Overath)
Höderath ist ein Ortsteil von Overath im Rheinisch-Bergischen Kreis in Nordrhein-Westfalen, Deutschland.

## Lage und Beschreibung

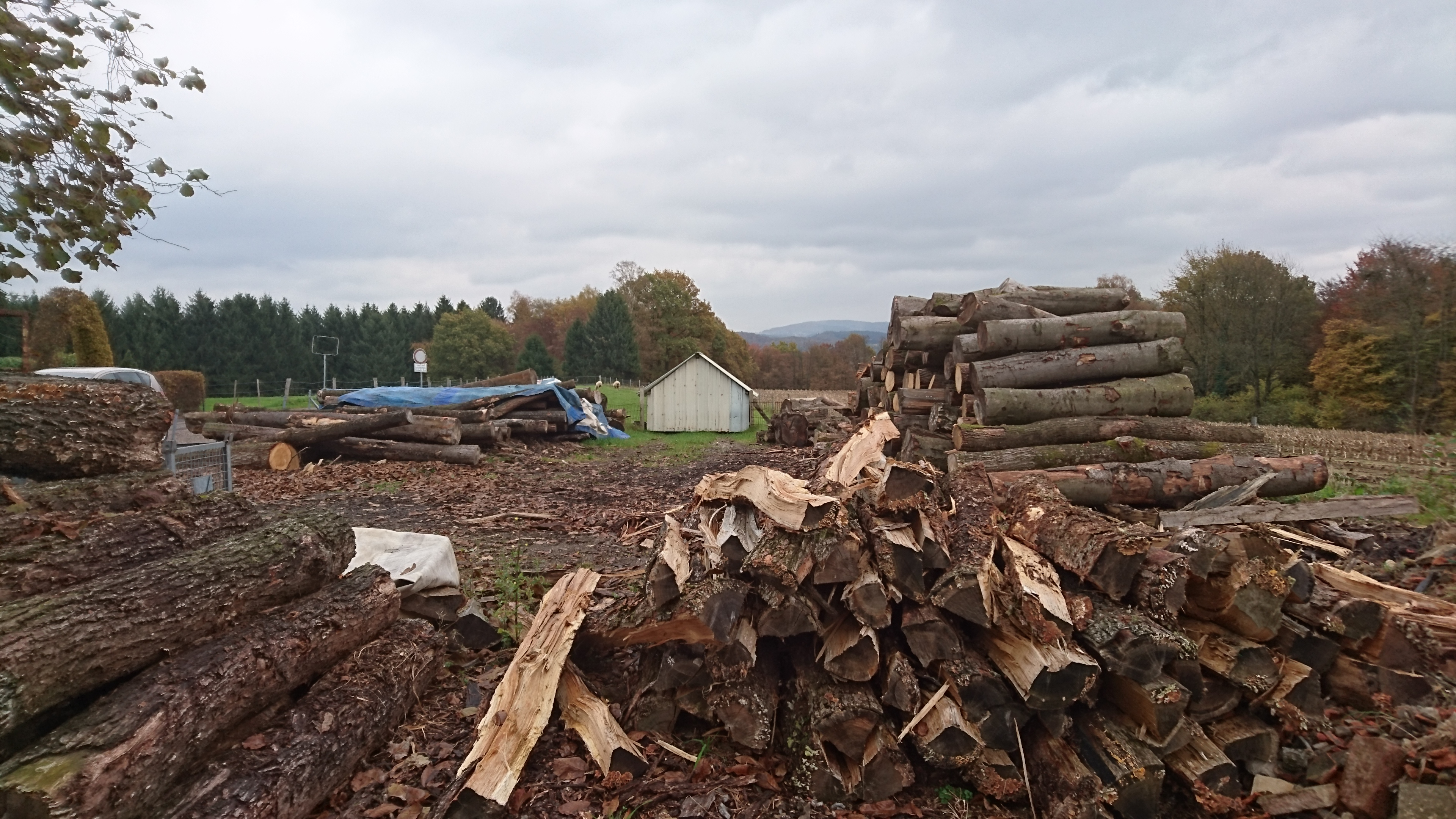
Holzschlag in Höderath

Der kleine, von Feldern und Wald umgebene Weiler Höderath findet sich oberhalb der weitgehend naturgeschützten Agger zwischen der Bundesautobahn 4 und der Kölner Straße (Bundesstraße 55). Vom  Gewerbegebiet Diepenbroich aus  ist Höderath über einen landwirtschaftlichen Weg zu erreichen, vom Ortsteil Rappenhohn aus über die Straße Rappenhohn. In der Nähe liegt die Ortschaft Ferrenberg.
Ein Zufluss des Diepenbroicher Bachs entspringt bei Höderath.

## Geschichte
Höderath wurde erstmals im Jahr 1217 als Hurterodhe urkundlich erwähnt. Das Namenssuffix -rath ist ein typischer Rodungsname, das Bestimmungswort leitet sich vermutlich von einem Personennamen Horthari ab.
Die Topographia Ducatus Montani des Erich Philipp Ploennies, Blatt Amt Steinbach, belegt, dass der Wohnplatz bereits 1715 eine Hofstelle als Freihof besaß die als Höderrad beschriftet ist. Carl Friedrich von Wiebeking benennt die Hofschaft auf seiner Charte des Herzogthums Berg 1789 als Hoder. Aus ihr geht hervor, dass der Ort zu dieser Zeit Teil der Honschaft Balken im Kirchspiel Overath war.
Der Ort ist auf der Topographischen Aufnahme der Rheinlande von 1817 als Horderath verzeichnet. Die Preußische Uraufnahme von 1845 zeigt den Wohnplatz unter dem Namen Höderath. Ab der Preußischen Neuaufnahme von 1892 ist der Ort auf Messtischblättern regelmäßig als Höderath verzeichnet.
1822 lebten acht Menschen im als Pachtgut kategorisierten und Hörderath genannten Ort, der nach dem Zusammenbruch der napoleonischen Administration und deren Ablösung zur Bürgermeisterei Overath im Kreis Mülheim am Rhein gehörte. Für das Jahr 1830 werden für den als Pachtgut kategorisierten und als Hörderath bezeichneten Ort neun Einwohner angegeben. Der 1845 laut der Uebersicht des Regierungs-Bezirks Cöln als isolirtes Haus kategorisierte und als Hoederath bezeichnete Ort besaß zu dieser Zeit ein Wohngebäude mit neun Einwohnern, alle katholischen Bekenntnisses.
1848 führt die Liste Einwohner und Viehstand für den Hofplatz Höderath 8 Bewohner auf: die dreiköpfige Familie des Ackerers Peter Wilhelm Spanier und, namenlos: 5 Personen Gesinde. Der Besitz Spaniers laut Liste: 1 Pferd, 12 Kühe, 3 Rinder, 2 Kälber und 7 Schweine. Die Gemeinde- und Gutbezirksstatistik der Rheinprovinz führt Höderath 1871 mit einem Wohnhaus und zehn Einwohnern auf. Auch im Gemeindelexikon für die Provinz Rheinland von 1888 wird für Höderath ein Wohnhaus mit zehn Einwohnern angegeben. 1895 besitzt der Ort ein Wohnhaus mit fünf Einwohnern, 1905 werden ein Wohnhaus und zehn Einwohner angegeben.